# Kleiner Hundstod
De Kleiner Hundstod is een berg in de deelstaat Salzburg, Oostenrijk. De berg heeft een hoogte van 2263 meter.
De Kleiner Hundstod is onderdeel van het Steinernes Meer, dat weer deel uitmaakt van de Berchtesgadener Alpen.